# Formazione degli Whitesnake
I mark (formazioni) degli Whitesnake sono stati i seguenti:

## Formazioni
La rock band è anche conosciuta per i continui e rapidi cambi di formazione, come poche altre; nel gruppo guidato da David Coverdale, nei suoi primi trent'anni di attività, sono transitati più di trenta musicisti.

### Membri attuali
- voce: David Coverdale
- chitarra: Joel Hoekstra
- chitarra: Reb Beach
- basso: Tanya O'Callaghan
- batteria: Tommy Aldridge
- tastiere: Michele Luppi

### Ex Componenti
- Micky Moody, chitarra
- Bernie Marsden, chitarra
- Neil Murray, basso
- Pete Solley, tastiera
- Dave Dowle, batteria
- Jon Lord, tastiera
- Ian Paice, batteria
- Colin Hodgkinson, basso
- Cozy Powell, batteria
- John Sykes, chitarra
- Mel Galley, chitarra
- Adrian Vandenberg, chitarra
- Rudy Sarzo, basso
- Aynsley Dunbar, batteria
- Don Airey, tastiera
- Vivian Campbell, chitarra
- Steve Vai, chitarra
- Denny Carmassi, batteria
- Marco Mendoza, basso
- Warren DeMartini, chitarra
- Paul Mirkovich, tastiera
- Tony Franklin, basso
- Brett Tuggle, tastiera
- Derek Hilland, tastiera
- Earl Slick, chitarra
- Doug Aldrich, chitarra
- Timothy Drury, tastiera
- Brian Ruedy, chitarra
- Chris Frazier, batteria
- Brian Tichy, batteria
- Uriah Duffy, basso
- Michael Devin, basso

## Cronologia delle formazioni

### Mark I
(agosto 1978 - luglio 1979)
- voce: David Coverdale
- chitarra: Micky Moody
- chitarra: Bernie Marsden
- basso: Neil Murray
- batteria: Dave Dowle
- tastiere: Jon Lord

### Mark II
(luglio 1979 - gennaio 1982)
- voce: David Coverdale
- chitarra: Micky Moody
- chitarra: Bernie Marsden
- basso: Neil Murray
- batteria: Ian Paice
- tastiere: Jon Lord

### Mark III
(settembre 1982 - gennaio 1984)
- voce: David Coverdale
- chitarra: Micky Moody
- chitarra: Mel Galley
- basso: Colin Hodgkinson
- batteria: Ian Paice
- tastiere: Jon Lord

### Mark IV
(gennaio 1984 - luglio 1984)
- voce: David Coverdale (indisposto a marzo, il gruppo si ferma 1 mese)
- chitarra: John Sykes
- chitarra: Mel Galley (infortunato in aprile, non conclude il tour 1984 ed esce dalla band)
- basso: Neil Murray
- batteria: Cozy Powell
- tastiere: Jon Lord (si dimette per riunirsi ai riformati Deep Purple)

### Mark V
(agosto 1984 - gennaio 1985)
- voce: David Coverdale
- chitarra: John Sykes
- basso: Neil Murray
- batteria: Cozy Powell (si dimette all'inizio del 1985 per fondare gli Emerson, Lake & Powell)
- tastiere: Don Airey

### Mark VI
(settembre 1985 - aprile 1986)
- fu il periodo più travagliato ma ne nacque il disco più venduto: 1987 -
- voce: David Coverdale
- chitarra: John Sykes
- basso: Neil Murray
- batteria: Aynsley Dunbar
- tastiere: Don Airey

### Mark VII
(maggio 1986 - agosto 1986)

- voce: David Coverdale
- chitarra: John Sykes
- basso: Neil Murray
- batteria: Aynsley Dunbar
- tastiere: Don Airey

### Mark VIII
(settembre 1986 - giugno 1987)

- voce: David Coverdale
- chitarra: John Sykes
- basso: Neil Murray
- batteria: Aynsley Dunbar
- tastiere: Don Airey

### Mark IX
(luglio 1987 - dicembre 1988)
- voce: David Coverdale
- chitarra: Adrian Vandenberg
- chitarra: Vivian Campbell
- basso: Rudy Sarzo
- batteria: Tommy Aldridge
- tastiera: Don Airey

### Mark X
(gennaio 1989 - settembre 1990)
- voce: David Coverdale
- chitarra: Adrian Vandenberg
- chitarra: Steve Vai
- basso: Rudy Sarzo
- batteria: Tommy Aldridge
- tastiera: Don Airey

### Mark XI
(novembre 1994 - dicembre 1995)
- voce: David Coverdale
- chitarra: Adrian Vandenberg
- chitarra: Warren DeMartini
- basso: Rudy Sarzo
- batteria: Denny Carmassi
- tastiere: Paul Mirkovich

### Mark XII
(luglio 1997 - dicembre 1997)
- voce: David Coverdale
- chitarra: Adrian Vandenberg
- basso: Tony Franklin
- batteria: Denny Carmassi
- tastiere: Brett Tuggle

### Mark XIII
(dicembre 2002 - aprile 2005)
- voce: David Coverdale
- chitarra: Doug Aldrich
- chitarra: Reb Beach
- basso: Marco Mendoza
- batteria: Tommy Aldridge
- tastiere: Timothy Drury

### Mark XIV
(maggio 2005 - dicembre 2007)
- voce: David Coverdale
- chitarra: Doug Aldrich
- chitarra: Reb Beach
- basso: Uriah Duffy
- batteria: Tommy Aldridge
- tastiere: Timothy Drury

### Mark XV
(dicembre 2007 - giugno 2010)
- voce: David Coverdale
- chitarra: Doug Aldrich
- chitarra: Reb Beach
- basso: Uriah Duffy
- batteria: Chris Frazier
- tastiere: Timothy Drury

### Mark XVI
(luglio 2010 - gennaio 2013)
- voce: David Coverdale
- chitarra: Doug Aldrich
- chitarra: Reb Beach
- basso: Michael Devin
- batteria: Brian Tichy
- tastiere: Brian Ruedy

### Mark XVII
(gennaio 2013 - maggio 2014)
- voce: David Coverdale
- chitarra: Doug Aldrich
- chitarra: Reb Beach
- basso: Michael Devin
- batteria: Tommy Aldridge
- tastiere: Brian Ruedy

### Mark XVIII
(giugno 2014 - aprile 2015)
- voce: David Coverdale
- chitarra: Joel Hoekstra
- chitarra: Reb Beach
- basso: Michael Devin
- batteria: Tommy Aldridge
- tastiere: Derek Hilland

### Mark XIX
(aprile 2015 - novembre 2021)
- voce: David Coverdale
- chitarra: Joel Hoekstra
- chitarra: Reb Beach
- basso: Michael Devin
- batteria: Tommy Aldridge
- tastiere: Michele Luppi

### Mark XX
(novembre 2021 - attuale)
- voce: David Coverdale
- chitarra: Joel Hoekstra
- chitarra: Reb Beach
- basso: Tanya O'Callaghan
- batteria: Tommy Aldridge
- tastiere: Michele Luppi